# 定平站
定平站（韓語：정평역）是朝鮮民主主義人民共和國咸鏡南道定平郡定平邑的一個鐵路車站，属于平罗线。

## 邻近车站
平罗线
富坪站 - 定平站 - 咸州站